# Slag bij Ninive (612 v.Chr.)
De Slag bij Ninive vond plaats vermoedelijk in 612 v.Chr. Een coalitie van Babyloniërs, Meden, Scythen en Cimmeriërs veroverde de hoofdstad van het Assyrische Rijk, daarbij kwam koning Sin-shar-ishkun om het leven.

## Achtergrond
Het rijk van Assurbanipal (669-ca.627) strekte zich uit van Egypte tot de Kaukasus en van de Middellandse Zee tot Perzië. Het onder controle houden van het immense rijk verzwakte de samenhorigheid. Na de dood van Assurbanipal begon de ineenstorting, beginnend met een troonstrijd tussen Ashur-etil-ilani en zijn broer Sin-shar-ishkun. In Babylonië, een vazalstaat van Assyrië, maakte Nabopolassar van de situatie gebruik om in 626 de macht te grijpen.
Tien jaar later had Nabopolassar met zijn buren bondgenootschappen gesmeed en was hij klaar om de hoofdstad van het Assyrische Rijk te veroveren. Het verslag van het beleg wordt verhaald in het boek Persica van historicus Ctesias, een eeuw later. De coalitie belegerde de stad gedurende drie maanden en brak in augustus eindelijk door de verdedigingswerken. Ze plunderde de stad en stak ze in brand. De inbreng van de Meden was doorslaggevend. De Assyrische koning Sin-shar-ishkun werd tijdens het beleg gedood. Zijn broer Assur-uballit II kon de stad ontvluchten en stichtte een nieuwe hoofdstad, Harran. Het Assyrische Rijk bleef nog drie jaar bestaan, en kwam in handen van het Nieuw-Babylonische Rijk.